# Superior Tribunal de Justiça Desportiva
O Superior Tribunal de Justiça Desportiva do Futebol (STJD) é o órgão autônomo, previsto no Código Brasileiro de Justiça Desportiva, custeado pela Confederação Brasileira de Futebol (CBF), que discute as legalidades do futebol no Brasil e julga os acontecimentos do esporte.

## Funcionamento
O STJD se baseia num sistema semelhante ao do Poder Judiciário. Os casos a serem julgados podem vir de denúncias feitas por procuradores do STJD, da mesma forma que um promotor público, a respeito de fatos ocorridos em competições interestaduais ou nacionais ou de recursos de casos julgados pelos TJD's estaduais.
A denúncia é analisada em primeira instância, em uma das cinco "Comissões Disciplinares". Caso as partes se sintam insatisfeitas com o resultado, elas podem recorrer ao Pleno do STJD, última instância da Justiça Desportiva no Brasil.
Se houver desejo de novo recurso, as partes devem ir ao Tribunal Arbitral do Esporte (Tribunal Arbitral du Sport (TAS), em francês / Court of Arbitration for Sport (CAS), em inglês). Esgotadas todas as instâncias desportivas, incluindo as internacionais, pode-se recorrer à justiça comum.

## Composição
O STJD é composto pelo Tribunal Pleno e por seis Comissões Disciplinares. Além destes, também fazem parte do funcionamento do Tribunal os órgãos auxiliares Procuradoria e Secretaria.

### Composição das Comissões Disciplinares
Existem seis comissões disciplinares diferentes, cada qual com cinco auditores mais um auditor suplente. Os auditores de uma comissão não participam dos julgamentos de outra e não fazem parte do Tribunal Pleno.
Eles são escolhidos, por meio de votação baseada em lista apresentada com sugestões, pelos auditores do Pleno. Aqueles que obtiveram mais votos tomarão posse como auditores, prevalecendo, em caso de empate, aquele que for mais velho assume.
Fazendo o comparativo com a justiça comum, eles fazem o papel do júri.

### Composição do Tribunal Pleno
O Pleno, última instância da justiça desportiva brasileira, é composto por nove auditores: dois indicados pela CBF, dois pela sociedade civil (representados pela OAB), dois indicados pela Federação Nacional dos Atletas Profissionais de Futebol (Fenapaf), dois indicados pelos Clubes brasileiros e um pelo sindicato dos árbitros (ANAF). As decisões de primeira instância podem ter efeito suspensivo por ordem do presidente do STJD, que também tem o poder de reverter 50% das penas em multas ou cestas básicas.

#### Composição Atual do Pleno[3]
Presidente: Otávio Noronha (DF) OAB
Vice-presidente: José Perdiz de Jesus (DF) Clubes
Vice-presidente Administrativo: Felipe Bevilacqua (RJ) Árbitros
Mauro Marcelo de Lima e Silva (SP) - CBF  
Mauricio Neves Fonseca (SP) – CBF
Luiz Felipe Bulus Alves Ferreira (DF) – Clubes
Jorge Ivo Amaral da Silva (RS) – Atletas
Paulo Sérgio Feuz (SP) – Atletas
Sérgio Leal Martinez (RS) - OAB

## Controvérsia
Tradicionalmente, o STJD tem muitas de suas cadeiras ocupadas por filhos de juízes de importantes tribunais do país e de juristas de renome, mesmo sem experiência na área do direito desportivo. O atual presidente, de apenas 37 anos de idade, é filho do ex-presidente do Superior Tribunal de Justiça João Otávio de Noronha. Eduardo Mello, de apenas 36 anos, também é integrante da corte e é filho do ex-ministro do Supremo Tribunal Federal Marco Aurélio de Mello, que por sua vez foi indicado ao cargo pelo primo, Fernando Collor de Mello. Luiz Zveiter, que elaborou a polêmica decisão que anulou 11 jogos do Campeonato Brasileiro de 2005, é filho de Waldemar Zveiter, ex-ministro do Superior Tribunal de Justiça, irmão de Sergio Zveiter, político e ex-presidente da OAB fluminense, e pai de Flavio Zveiter, que também presidiu o STJD, quando tinha somente 31 anos de idade. Ou seja, o STJD replica tanto o "coronelismo" existente nas federações estaduais de futebol e na CBF como o amadorismo da arbitragem brasileira, que até hoje não foi profissionalizada.